# Rührkuchen

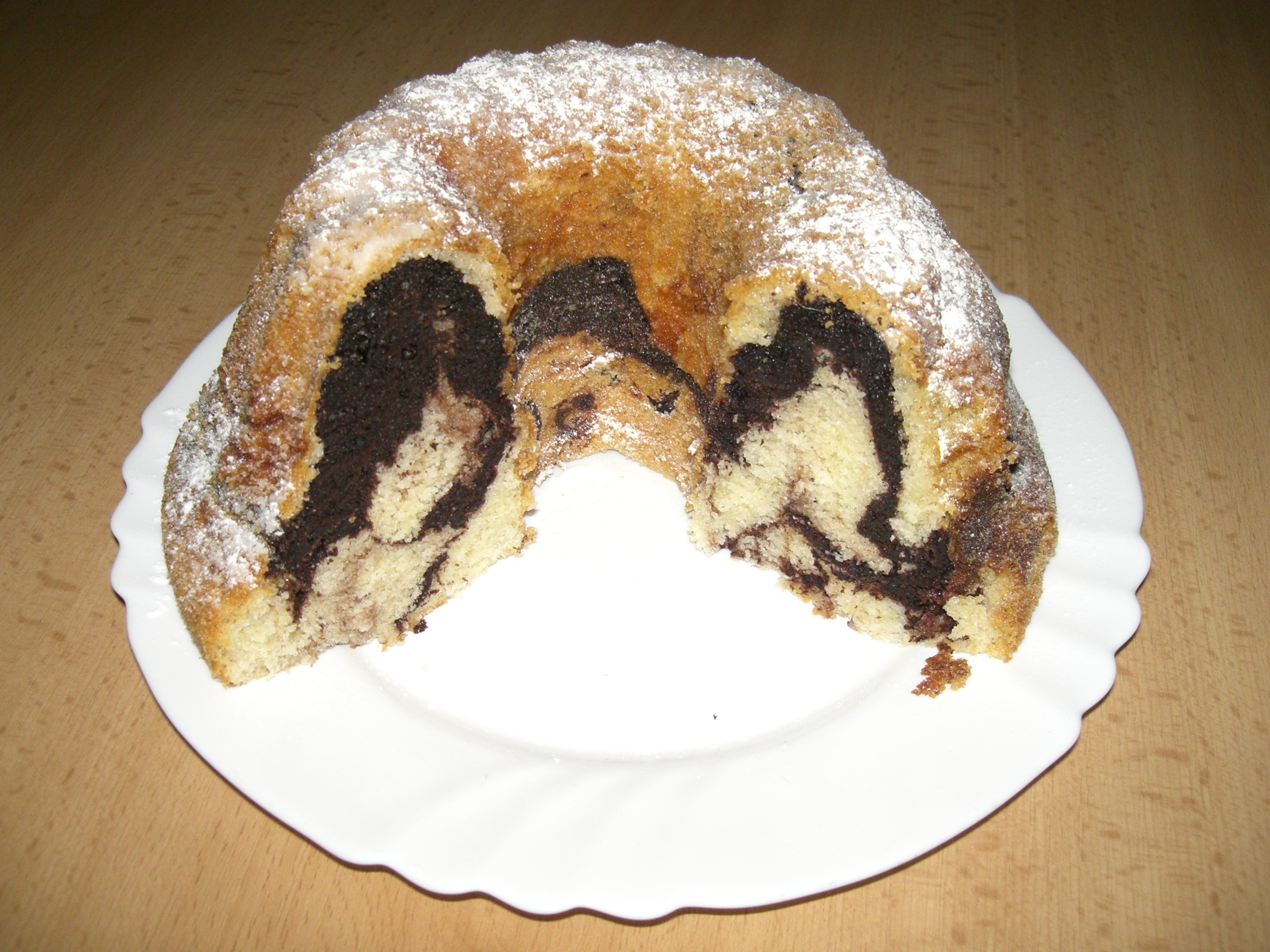
Klassischer Rührkuchen als Marmorkuchen

Ein Rührkuchen ist ein Kuchen aus Fett, Ei, Zucker, Mehl, Stärkepuder, Milch, Aroma und gegebenenfalls Triebmittel, der sich durch eine saftige Krume auszeichnet. Die Rührmasse wird schaumiggerührt und darf nicht aufgeschlagen werden, wobei sie in unterschiedlichen Rezepturen zubereitet wird.
Typische Rührkuchen sind beispielsweise Napfkuchen (auch als Marmorkuchen), Königskuchen, Tassenkuchen und Englischer Kuchen. Zunehmend werden auch Blechkuchen und Rührkuchenschnitten angeboten. Es ist üblich, die ausgekühlten Kuchen mit Kuvertüre oder Fondantglasur zu überziehen oder mit gerösteten gehobelten Mandeln oder Puderzucker zu bestreuen.

## Varianten
- Babe ist ein schlesischer Topfkuchen mit Rosinen[2]
- Eierlikörkuchen ist ein schwerer Rührkuchen aus Sandmasse, aromatisiert mit Eierlikör oder Eierlikörpaste.[3]
- Teekuchen wird aus leichter Sandmasse hergestellt, oft mit Einlagen aus Marzipan oder Früchten, und in kastenförmigen Backformen.[4]
- Zitronenkuchen: Für diesen wird der Teig mit dem Saft von Zitronen oder Zitronenaroma, geriebener Schale oder Zesten davon aromatisiert. In der italienischen Küche wird teilweise auch Zitronenlikör (z. B. Limoncello) verwendet. Er wird typischerweise mit einer Glasur aus Puderzucker, Wasser und Zitronensaft, seltener auch Fondant überzogen.

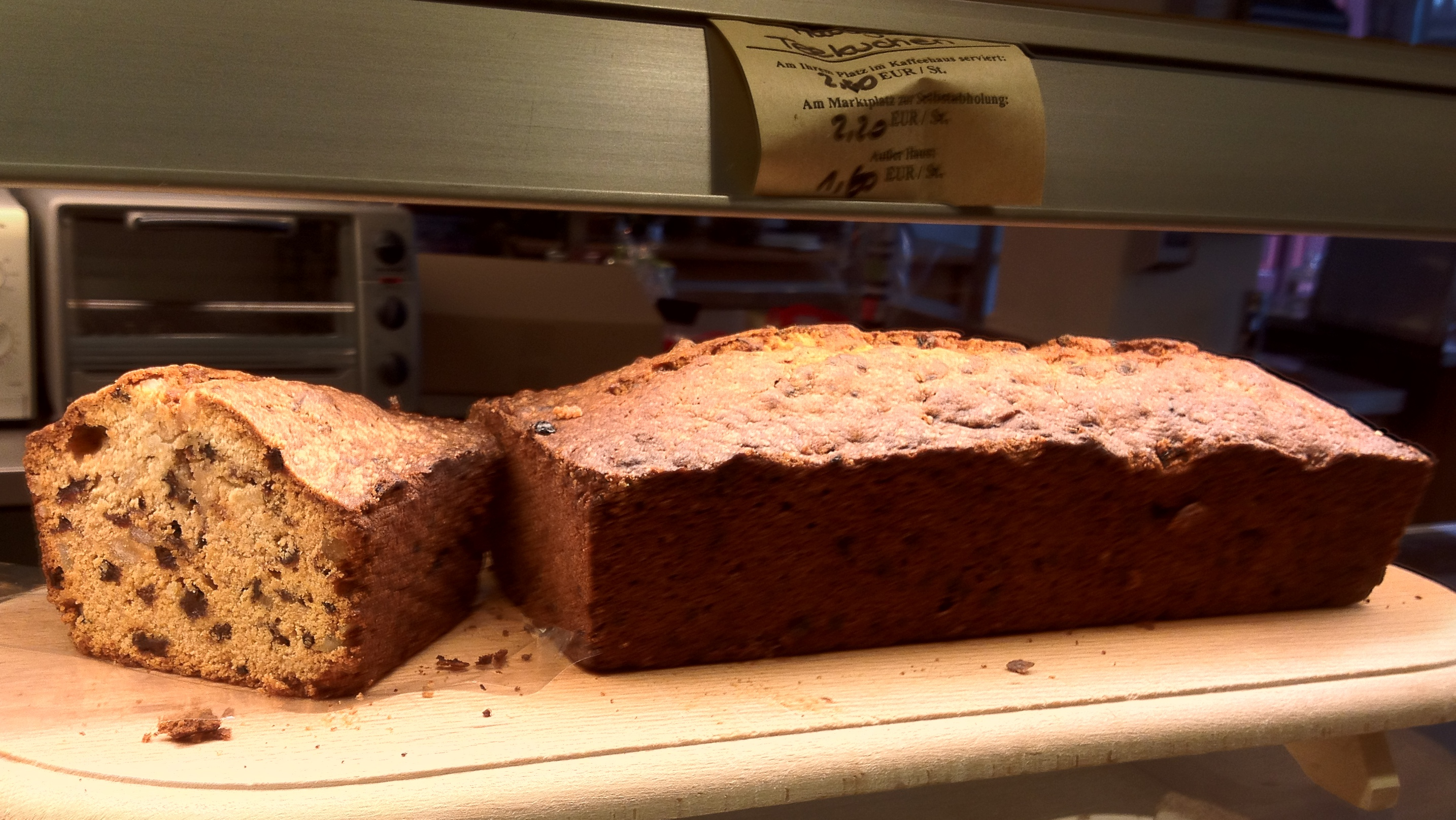
Teekuchen
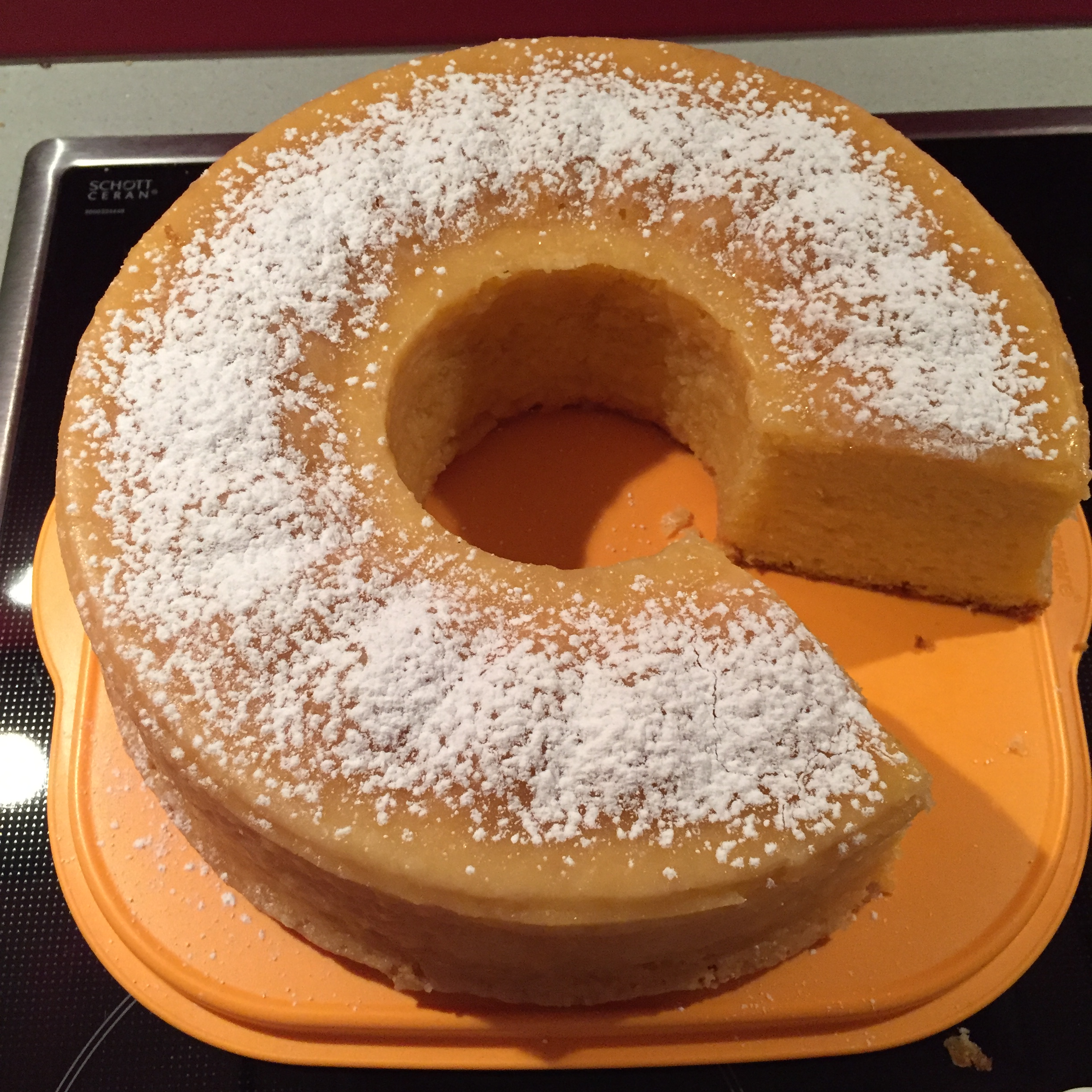
Eierlikörkuchen
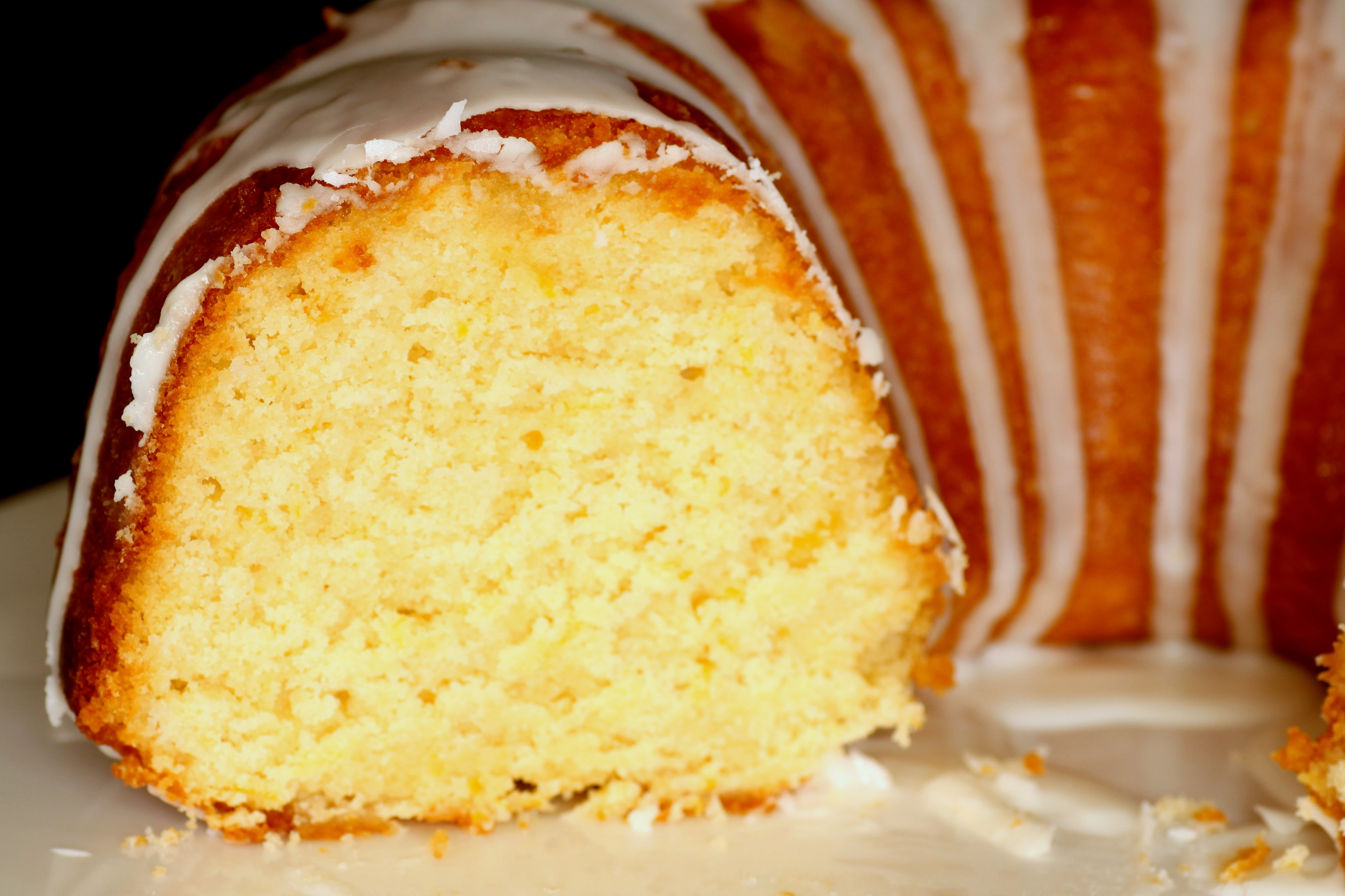
Zitronenkuchen
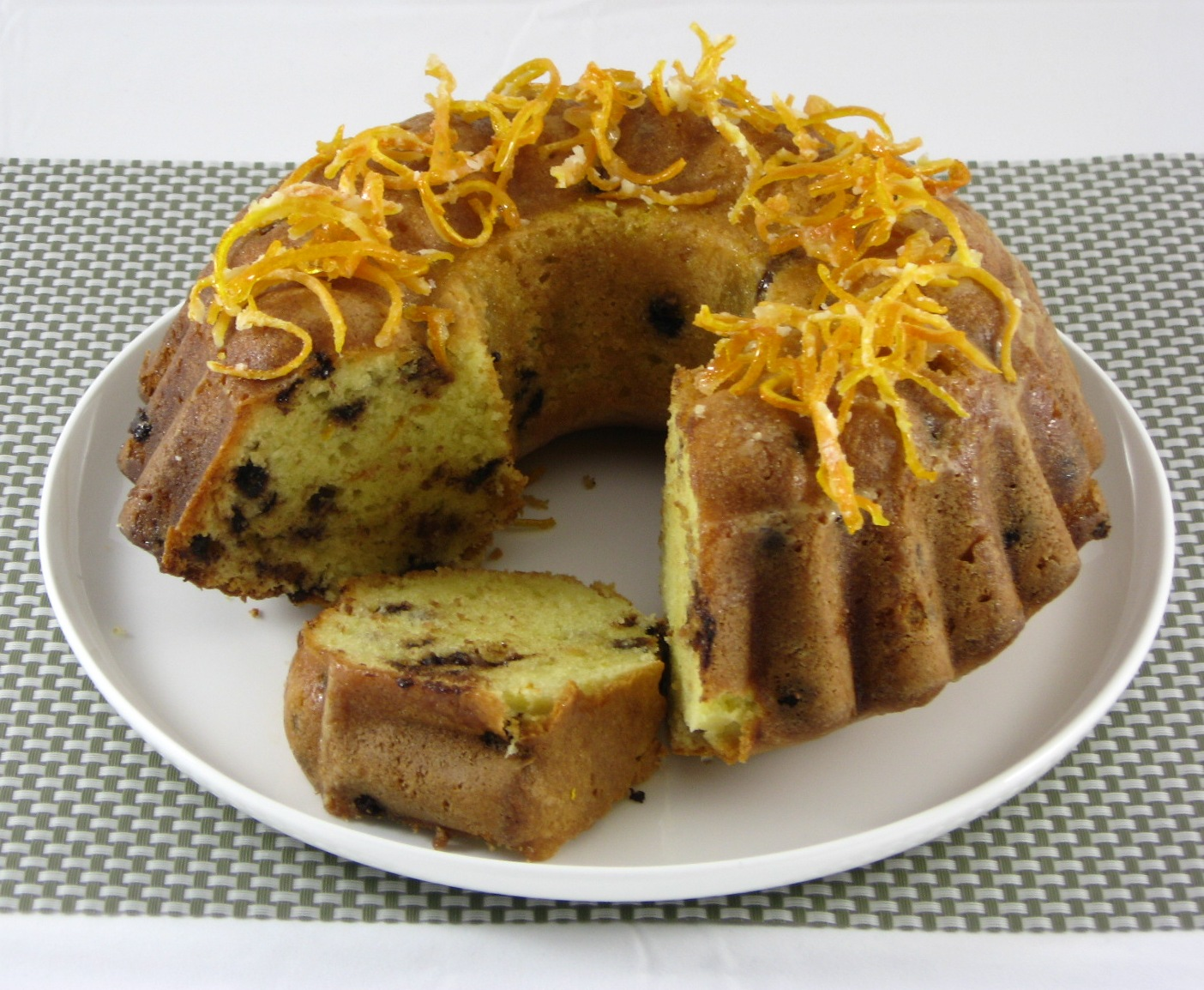
Pound cake mit Schokoladenchips